# Notre-Dame-de-Briançon
Pour les articles homonymes, voir Briançon (homonymie).
Notre-Dame-de-Briançon est une ancienne commune française située en Tarentaise dans le département de la Savoie. Elle devient le chef-lieu de la commune de  La Léchère le 30 juin 1972 qui regroupe avec elle quatre communes associées. Le 1er janvier 2019, à la suite de l'absorption de Bonneval et Feissons-sur-Isère par  La Léchère qui devient une commune nouvelle, Notre-Dame-de-Briançon devient une commune déléguée.

## Géographie

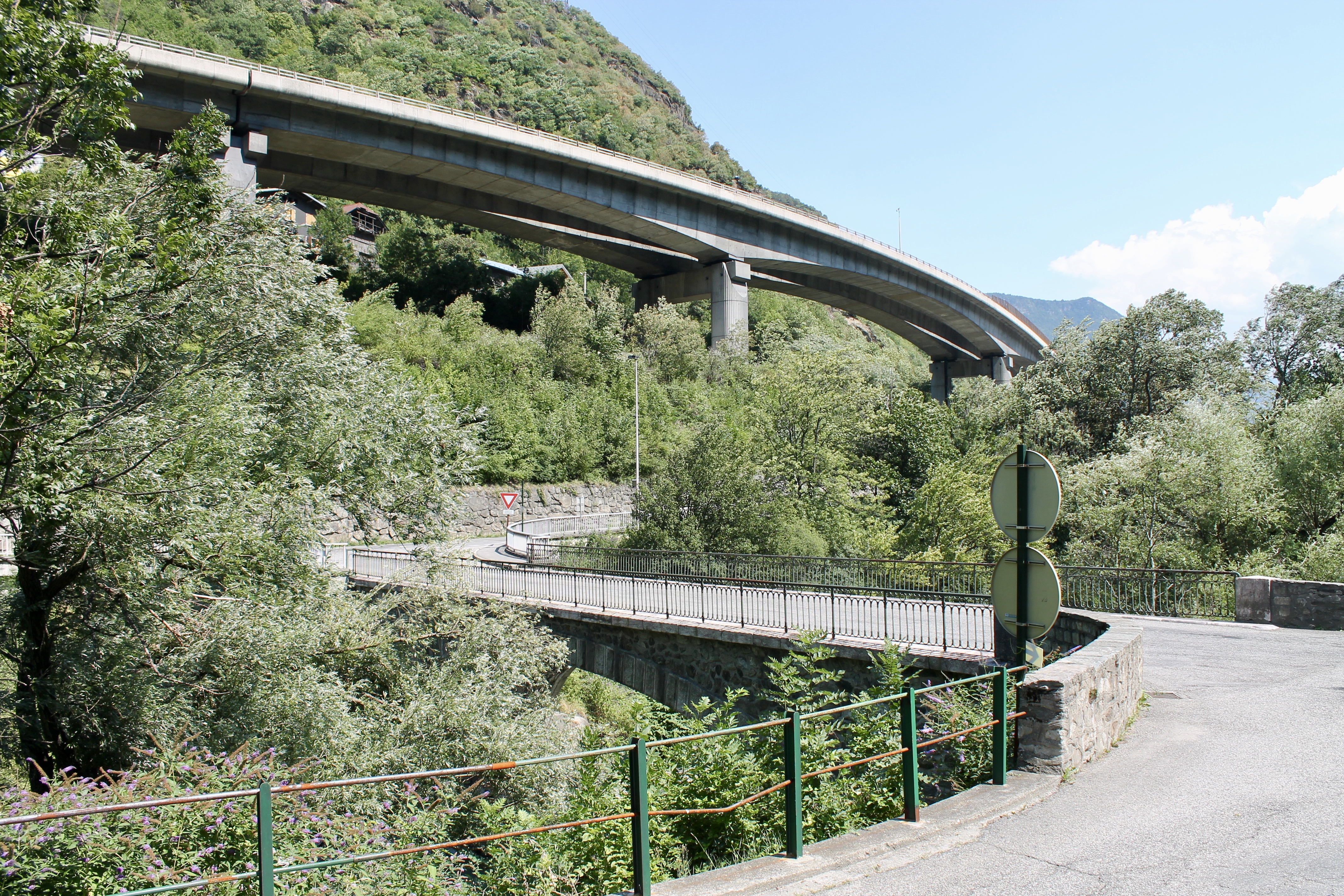
Viaduc du Champ-du-Comte et pont sur l'Isère au niveau de Notre-Dame-de-Briançon (été 2018).

La commune de Notre-Dame-de-Briançon s'est développée sur le cours de l'Isère, au niveau d'un rétrécissement de la rivière ou étroit, appelé « Pas de Briançon ». Elle appartient à la Moyenne vallée de la Tarentaise.
Les auteurs de l'article paru dans l'Histoire des communes savoyardes (1982) définissent « les limites du territoires [comme] très contournées : une bande le long de l'Isère sur la rive gauche vers  La Léchère puis, de part et d'autre plus aval, deux digitations : l'une sur la rive droite de l'Eau Rousse et l'autre dans la vallée de la Grande Maison ». Cette dernière correspond au vallon formé par le torrent de Glaize.

## Voies de communication et transports
Notre-Dame-de-Briançon est desservie :
- par la route nationale 90
- par les Trains Express Régionaux à la Gare de Notre-Dame-de-Briançon
- par le TGV à la gare de Moûtiers - Salins - Brides-les-Bains

## Toponyme
Une première mention du Castrum de Brianzone est faite en 1196 dans une concession impériale à l'archevêque-comte de Tarentaise. Toutefois, l'abbé Joseph-Antoine Besson donne une mention de Brienzo, en 1138, ou encore la Gallia Christiana indiquerait un Brianzo en 1189. Les textes anciens utilisent souvent le toponyme « Pas de Briançon » en lien avec l'étroit pour désigner la commune. L'usage moderne de Briançon apparaît au cours du XVIIIe siècle.
Lors de l'annexion du duché de Savoie en 1792, la commune de Notre-Dame-de-Briançon devient en 1793 Briançon, puis en 1801, Briançon (Notre-Dame-de) jusqu'à la Restauration de 1814 où elle reprend son nom. De son côté, l'abbé Garin mentionne un usage toponymique différent avec Les Cols
Le toponyme moderne associe l'ancien nom de la paroisse et de la commune, « Briançon », au syntagme « -Notre-Dame » en lien avec la présence d'une statue de la Vierge vénérée dans l'église.
Briançon semble issu de la topographie du site, et non de la famille seigneuriale. Le chanoine Garin rappelle, dans son étude sur la seigneurie de Briançon, plusieurs études toponymiques. Ainsi, selon le linguiste Albert Dauzat, le nom pourrait avoir une origine ligure, le liant notamment à la ville de Briançon. La racine Briga, d'origine celtique, désigne ainsi une forteresse. Quant au linguiste Georges Dottin, « le sens primitif de ce mot est mont, puis ville sur le mont, comme pour dunos. Dunos, qui a été latinisé en dunum, a gardé longtemps le sens d'oppidum, avant de prendre celui de ville »,. Enfin, le chanoine Gros donne quant à lui le bas latin Briga, Brigantione, désignant un lieu habité sur une hauteur.

## Histoire

### Premiers traces
L'étude toponymique permettrait de faire remonter l'origine de l'occupation humaine au IVe ou Ve siècles av. J.-C.. À cette période, la vallée de la Tarentaise est occupée par les Ceutrons.
Toutefois, des objets datant de l'âge du bronze (vers 750 av. J.-C.) ont été retrouvés dans une carrière de pierres, située au Mas de la Boisse.
Un pont semble avoir été aménagé à cet endroit. Les historiens font passer la voie romaine secondaire, reliant les cités de Mediolanum (Milan) à Vienna (Vienne), et passant par Bergiatrium (Bourg-Saint-Maurice), Axima (Aime) et Darantasia (Moûtiers),, de la rive gauche de la rivière à la rive droite à cet endroit également.

### Période médiévale

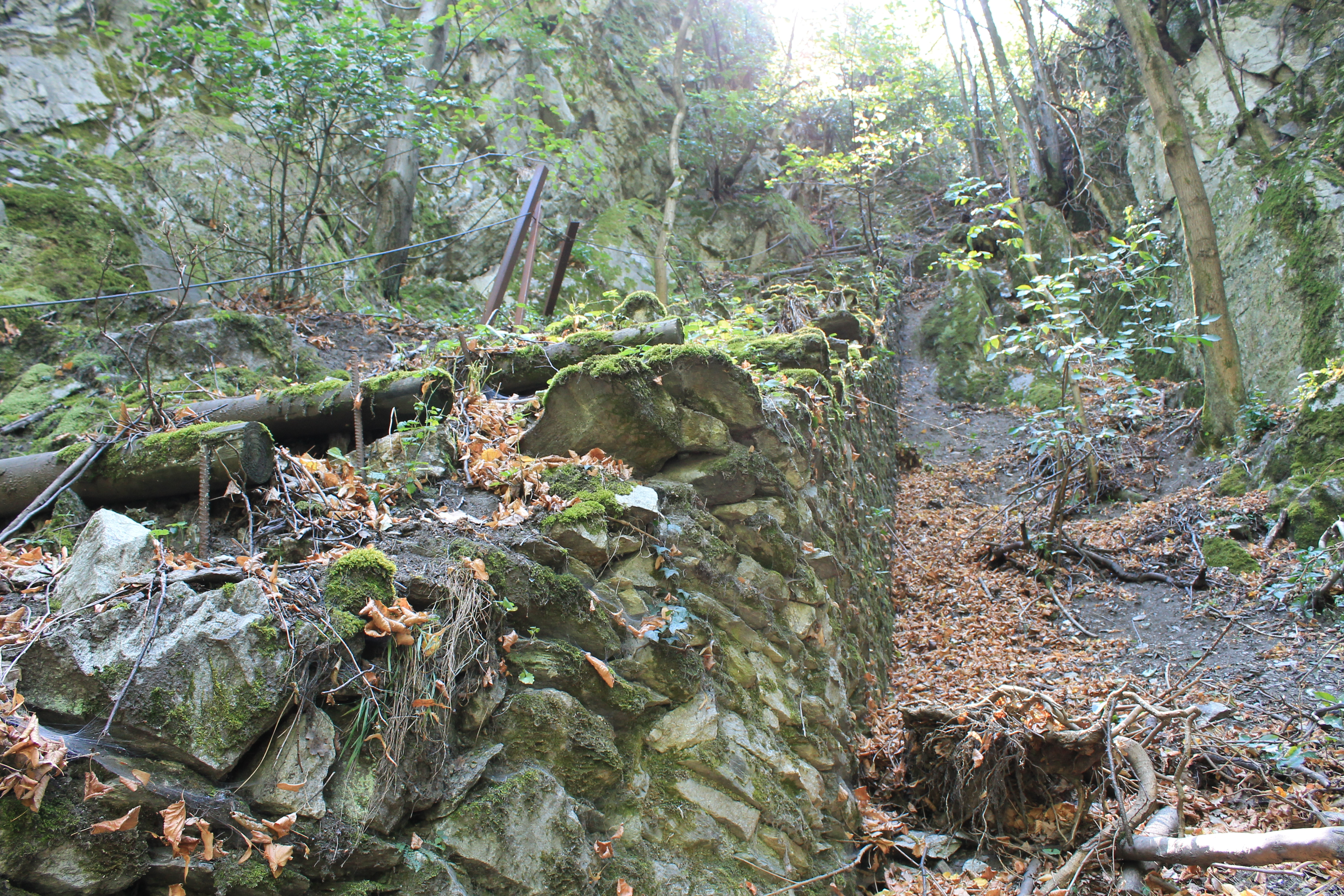
Vestiges de l'ancien escalier de 240 marches permettant d'accéder au château de Briançon.

Au cours de la période féodale, les seigneurs portant le titre de vicomte de Tarentaise, vers le XIe siècle, prennent le nom de Briançon. Ils font édifier un château au-dessus du village, dont les plus anciennes traces semblent héritées d'un « travail postérieur au XIIe siècle ». Selon les historiens, les archevêques-comtes de Tarentaise devaient très probablement avoir des droits, voire la possession directe du château. Un conflit oppose les vicomtes de Briançon aux archevêques-comtes au cours de cette période. Les premiers prennent le château en 1254 et l'archevêque Rodolphe Grossi y renonce définitivement en 1258, en échange d'une somme. Au cours du siècle suivant, la suzeraineté des vicomtes de Briançon passent des archevêques de Tarentaise à la maison de Savoie qui prend pied dans la région.
La défense de la Tarentaise, au cours des différentes invasions françaises des XVIe et XVIIe siècles, par le château n'est pas effective puisque ce dernier est soit contourné, soit abandonné par les gardes qui est tout de même investi par le maréchal de Lesdiguières lors de la guerre franco-savoyarde de 1600-1601.
En 1690, la forteresse médiévale est bombardée par les canons français, ruinée, elle ne s'en relèvera pas.

### Période contemporaine

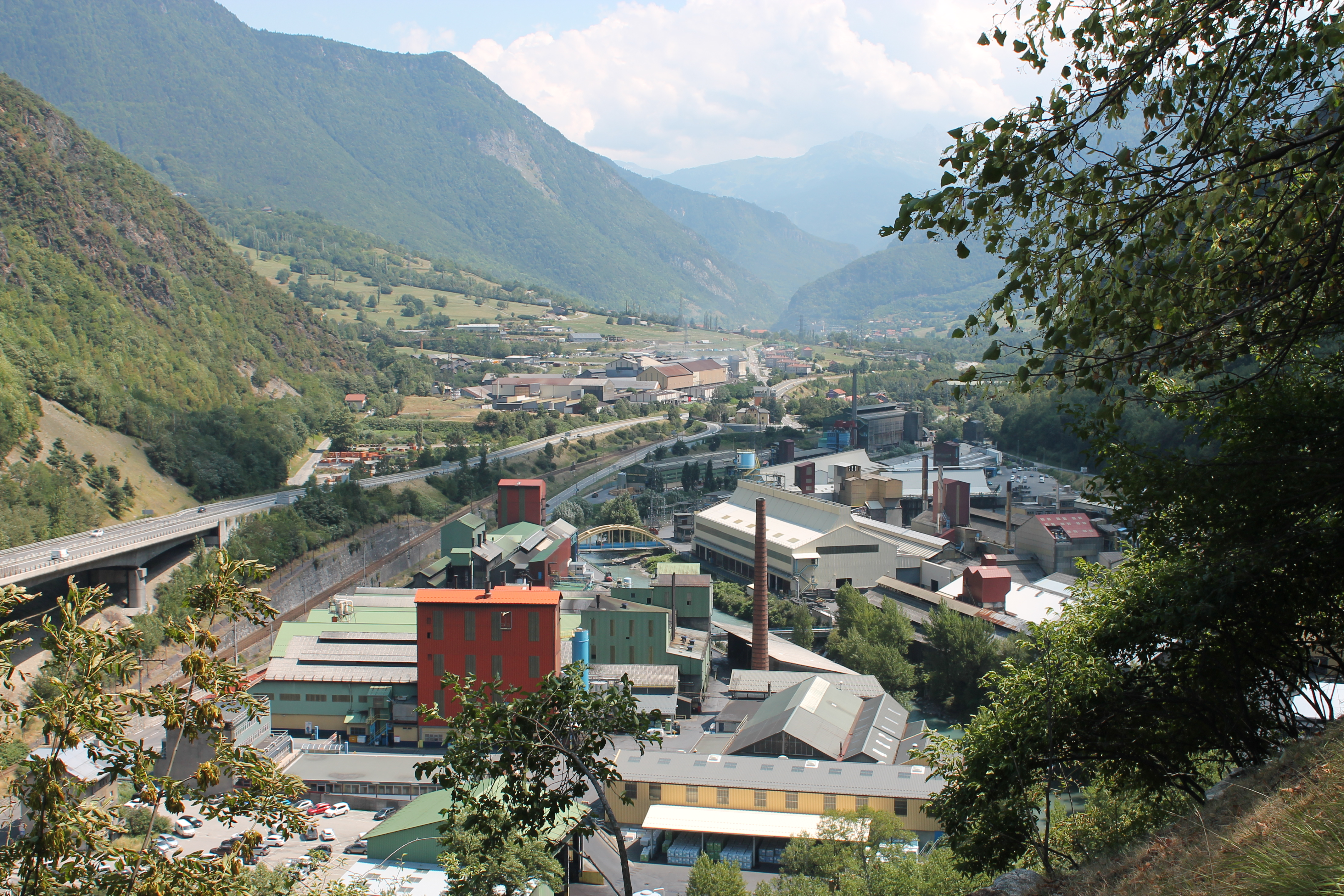
Carbone Savoie.

L'aventure industrielle dans la vallée débute au XVIIe siècle avec l'exploitation d'un haut fourneau.
La fonderie compte, au début du XIXe siècle, 100 ouvriers. Cette activité industrielle disparaît au cours du début du siècle, avec le maintien d'un martinet de forge qui disparaît à son tour en peu de temps après l'annexion de la Savoie à la France de 1860.

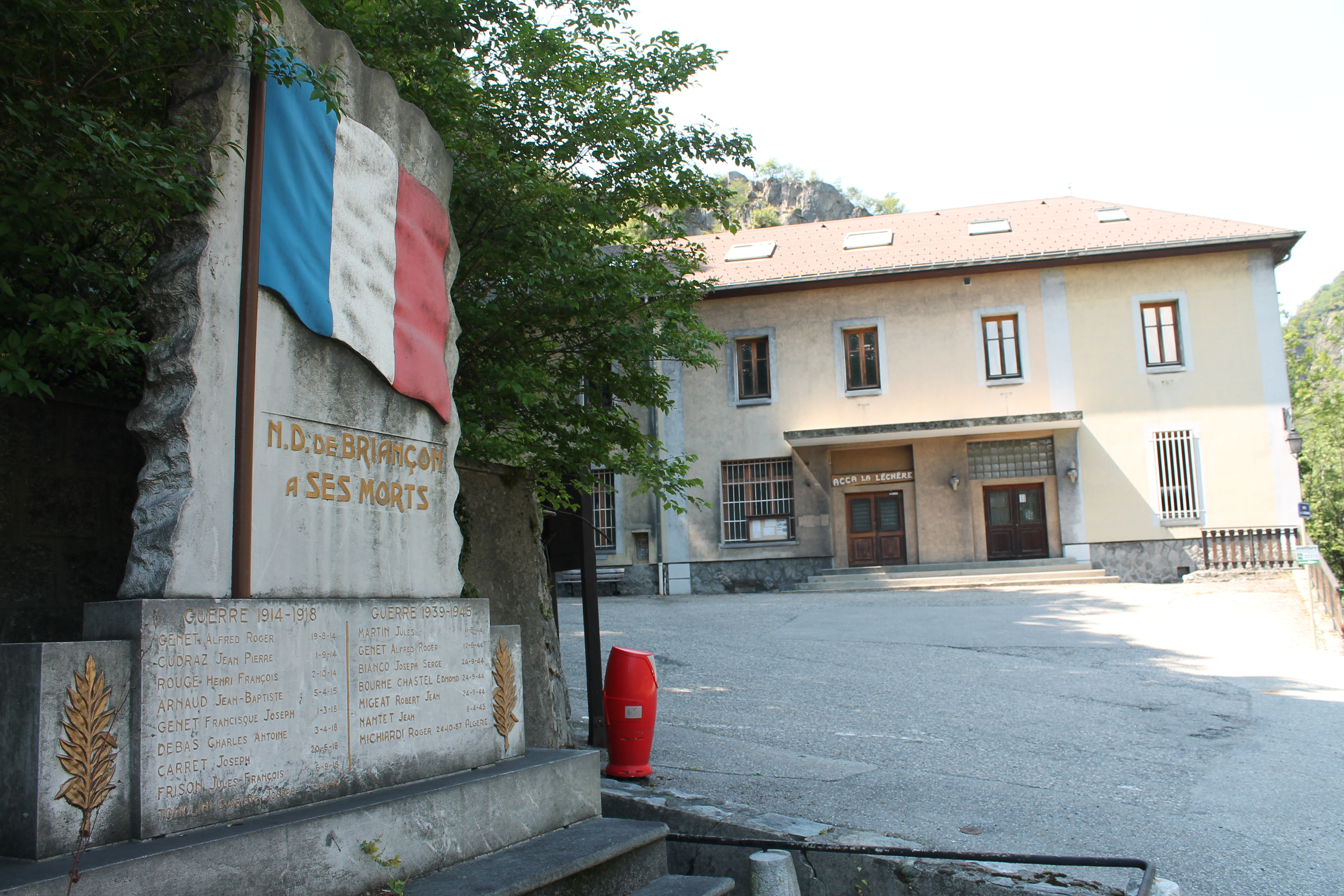
Ancienne mairie et monument aux Morts de Notre-Dame-de-Briançon (été 2018).

La commune de Notre-Dame-de-Briançon devient  La Léchère par arrêté préfectoral le 30 juin 1972, fusionnant avec les communes de Celliers, Doucy, Naves, Petit-Cœur et Pussy.

## Démographie
Les habitants sont appelés les Briançonnais.
L'évolution du nombre d'habitants est connue à travers les recensements de la population effectués dans la commune depuis 1793. Pour les communes de moins de 10 000 habitants, une enquête de recensement portant sur toute la population est réalisée tous les cinq ans, les populations de référence des années intermédiaires étant quant à elles estimées par interpolation ou extrapolation. Pour la commune, le premier recensement exhaustif entrant dans le cadre du nouveau dispositif a été réalisé en 2008.
En 2016, la commune comptait 463 habitants.
| 1793 | 1800 | 1806 | 1822 | 1838 | 1848 | 1858 | 1861 | 1866 |
| ---- | ---- | ---- | ---- | ---- | ---- | ---- | ---- | ---- |
| 205  | 245  | 206  | 222  | 335  | 279  | 218  | 231  | 241  |

| 1872 | 1876 | 1881 | 1886 | 1891 | 1896 | 1901 | 1906 | 1911 |
| ---- | ---- | ---- | ---- | ---- | ---- | ---- | ---- | ---- |
| 217  | 233  | 220  | 229  | 402  | 227  | 444  | 496  | 578  |

| 1921 | 1926 | 1931 | 1936 | 1946 | 1954  | 1962  | 1968 | 1979 |
| ---- | ---- | ---- | ---- | ---- | ----- | ----- | ---- | ---- |
| 548  | 584  | 576  | 528  | 615  | 1 251 | 1 010 | 838  | 731  |

| 2016 | - | - | - | - | - | - | - | - |
| ---- | - | - | - | - | - | - | - | - |
| 463  | - | - | - | - | - | - | - | - |

L'accroissement de la population entre la Seconde Guerre mondiale et les années 1970 est liée au développement industrielle de la vallée et à la création d'une station thermale

## Lieux et monuments
Le château de Briançon est un ancien château fort du IXe siècle, au Moyen Âge, centre de la seigneurie de Briançon, élevée au rang de vicomté au XVIe siècle, puis en marquisat en 1680, aujourd'hui en ruines.

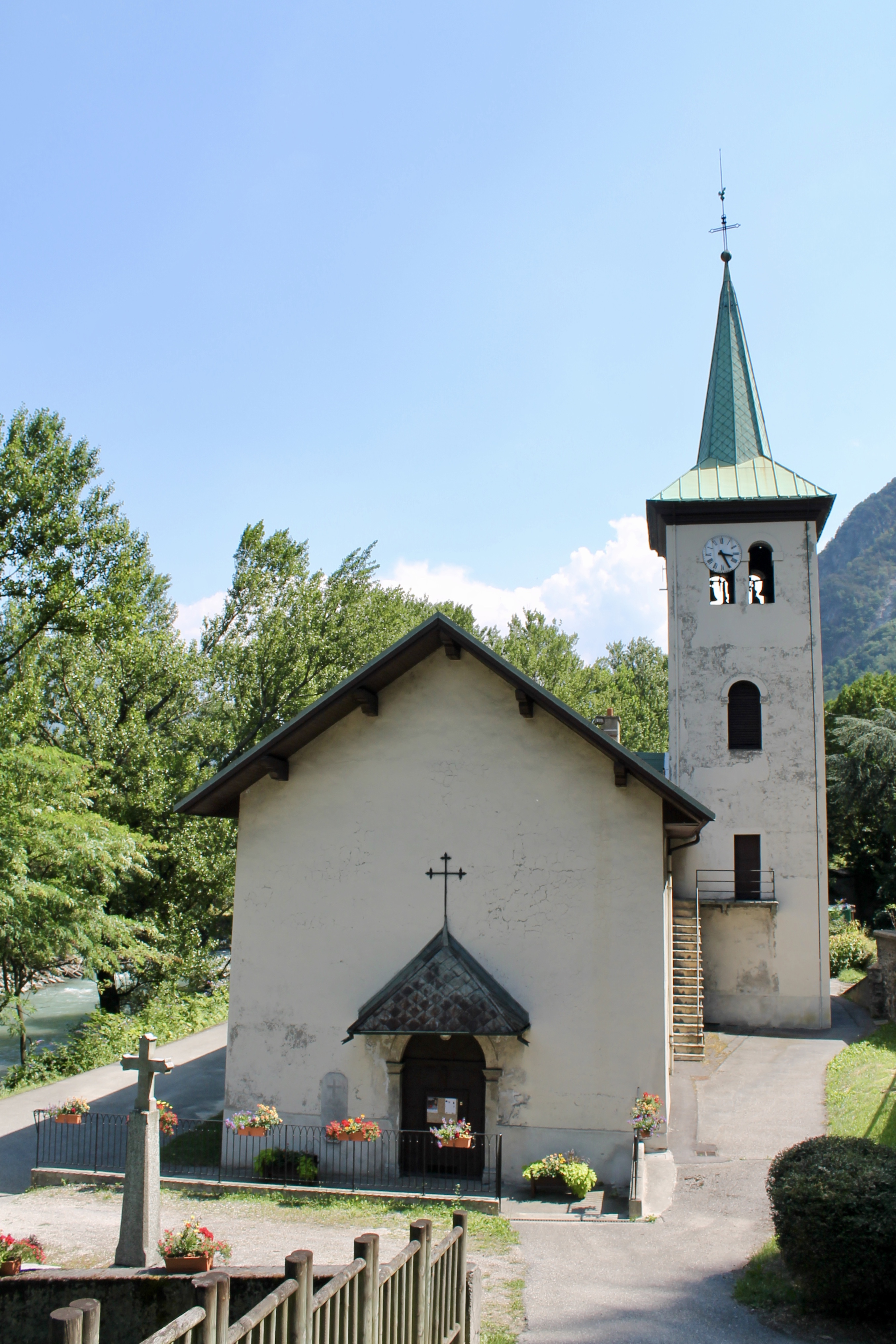
Église de la Nativité-de-la-Vierge de Notre-Dame-de-Briançon (été 2018).

L'église de la Nativité-de-la-Vierge est un sanctuaire dédié à la Nativité de la Sainte Vierge, confondu avec l'église paroissiale depuis, probablement, XIIe siècle. Le sanctuaire fait l'objet de processions et de pèlerinage. Il s'agit également d'« un sanctuaire à recept » où les paroissiens « [apportaient] les enfants morts sans baptême ». On raconte que lors de ces cérémonies, il restait assez de vie à ces derniers pour recevoir les saints sacrements.

## Personnalités liées à la commune
- Ambroise Croizat, ministre du Travail de 1945 à 1947, né à Notre-Dame-de-Briançon.